# Korać-Cup 1984/85
Die Saison 1984/85 war die 14. Spielzeit des Korać-Cup, der von der FIBA Europa ausgetragen wurde.
Den Titel gewann Simac Milano aus Italien.

## Modus
Es nahmen 28 Mannschaften aus 13 Nationen teil. Nach der Qualifikationsrunde spielten 24 Teams eine Ausscheidungsrunde. Die Gewinner dieser Spiele qualifizierten sich für die Gruppenphase, die aus vier Gruppen mit je vier Teams bestand. Der Erstplatzierte jeder Gruppe erreichte das Halbfinale, gefolgt vom Finale.
Die Sieger der Spielpaarungen in der Qualifikationsrunde, der 1. Runde und im Halbfinale wurden in Hin- und Rückspiel ermittelt. Das Finale wurde in einem Spiel an einem neutralen Ort ausgetragen.

## 1. Runde (Qualifikation)
|                                 | Gesamt  |                            | Hinspiel | Rückspiel |
| ------------------------------- | ------- | -------------------------- | -------- | --------- |
| Technische Universität Istanbul | 161:165 | Akademik Warna             | 71:96    | 90:69     |
| Keravnos Strovolou              | 113:199 | Panionios Athen            | 55:115   | 58:84     |
| Team Glasgow                    | 166:212 | Licor 43 Santa Coloma      | 86:108   | 80:104    |
| Cars Warrington BC              | 163:142 | Standard Lüttich BC        | 78:74    | 85:68     |
| Aris Thessaloniki               | 207:166 | Lewski Sofia               | 90:66    | 117:100   |
| Sutton & Crystal Palace         | 157:169 | BV Doppeldouche Den Helder | 80:89    | 77:80     |
| BBC Amicale                     | 137:150 | Regenerin Klagenfurt       | 71:68    | 66:82     |
| Maes Pils Mechelen              | 146:148 | CB Clesa Ferrol            | 81:72    | 65:76     |
| BBC Sparta Bertrange            | 156:208 | Stade Français Paris       | 85:106   | 71:102    |
| Zalaegerszegi TE KK             | 139:152 | Fenerbahçe SK Istanbul     | 84:78    | 55:74     |
| AO Ionikos Nikea                | 148:189 | Hapoel Haifa               | 74:77    | 74:112    |

## Teilnehmer
| Teilnehmer   | Teilnehmer | Teilnehmer                   | Teilnehmer                | Teilnehmer            | Teilnehmer                    |
| Land         | Anzahl     | Mannschaften                 | Mannschaften              | Mannschaften          | Mannschaften                  |
| ------------ | ---------- | ---------------------------- | ------------------------- | --------------------- | ----------------------------- |
| Frankreich   | 4          | Élan Béarnais Orthez         | Olympique d’Antibes       | Stade Français Paris  | SC Moderne Le Mans            |
| Italien      | 4          | Pallacanestro Cantù          | Libertas Liburnia Livorno | Simac Milano          | Ciaocrem Pallacanestro Varese |
| Jugoslawien  | 4          | KK Roter Stern Belgrad       | KK Borac Čačak            | KK Šibenka Šibenik    | KK Zadar                      |
| Griechenland | 3          | AEK Athen                    | Panionios Athen           | Aris Thessaloniki     |                               |
| Spanien      | 3          | Cajamadrid Alcalá de Henares | CB Clesa Ferrol           | Licor 43 Santa Coloma |                               |
| Belgien      | 2          | BC Renault Gent              | Assubel Mariembourg       |                       |                               |
| Israel       | 2          | Hapoel Haifa                 | Hapoel Ramat Gan          |                       |                               |
| Bulgarien    | 1          | BK Akademik Warna            |                           |                       |                               |
| England      | 1          | Cars Warrington BC           |                           |                       |                               |
| Niederlande  | 1          | BV Doppeldouche Den Helder   |                           |                       |                               |
| Österreich   | 1          | Regenerin Klagenfurt         |                           |                       |                               |
| Sowjetunion  | 1          | Stroitel Kiew                |                           |                       |                               |
| Türkei       | 1          | Fenerbahçe SK Istanbul       |                           |                       |                               |

## 2. Runde
|                            | Gesamt  |                               | Hinspiel | Rückspiel   |
| -------------------------- | ------- | ----------------------------- | -------- | ----------- |
| Akademik Warna             | 158:174 | Stroitel Kiew                 | 65:66    | 93:108      |
| Panionios Athen            | 142:175 | Ciaocrem Pallacanestro Varese | 67:91    | 75:84       |
| Licor 43 Santa Coloma      | 175:157 | Olympique d’Antibes           | 88:72    | 87:85       |
| Cars Warrington BC         | 152:162 | Libertas Liburnia Livorno     | 87:69    | 65:93       |
| Aris Thessaloniki          | 173:165 | KK Zadar                      | 84:71    | 89:94       |
| BV Doppeldouche Den Holder | 183:196 | BC Renault Gent               | 82:81    | 101:115     |
| Regenerin Klagenfurt       | 199:159 | Cajamadrid Alcalá de Henares  | 82:98    | 70:98       |
| CB Clesa Ferrol            | 172:144 | AEK Athen                     | 82:67    | 90:77       |
| Stade Français Paris       | 183:158 | Hapoel Ramat Gan              | 96:83    | 87:75       |
| Fenerbahçe SK Istanbul     | 178:171 | KK Borac Čačak                | 93:82    | 85:89       |
| Hapoel Haifa               | 111:214 | KK Šibenka Šibenik            | 105:100  | 94:97 n. V. |
| Assubel Mariembourg        | 166:185 | SC Moderne Le Mans            | 88:76    | 78:109      |

- Außerdem für die Gruppenphase qualifiziert als Titelverteidiger:  Élan Béarnais Orthez
- Freilos:  Pallacanestro Cantù & Simac Milano,  Roter Stern Belgrad

## Gruppenphase

### Gruppe A
| Team                      | Sp | S | N | P+  | P-  |
| ------------------------- | -- | - | - | --- | --- |
| 1. KK Roter Stern Belgrad | 6  | 5 | 1 | 593 | 526 |
| 2. Pallacanestro Cantú    | 6  | 5 | 1 | 599 | 536 |
| 3. Licor 43 Santa Coloma  | 6  | 2 | 4 | 556 | 569 |
| 4. Hapoel Haifa           | 6  | 0 | 6 | 504 | 621 |

### Gruppe B
| Team                      | Sp | S | N | P+  | P-  |
| ------------------------- | -- | - | - | --- | --- |
| 1. Simac Milano           | 6  | 6 | 0 | 606 | 524 |
| 2. Stroitel Kiew          | 6  | 4 | 2 | 540 | 496 |
| 3. Stade Français Paris   | 6  | 2 | 4 | 569 | 592 |
| 4. Fenerbahçe SK Istanbul | 6  | 0 | 6 | 496 | 599 |

### Gruppe C
| Team                     | Sp | S | N | P+  | P-  |
| ------------------------ | -- | - | - | --- | --- |
| 1. Ciaocrem Pall. Varese | 6  | 5 | 1 | 572 | 472 |
| 2. Élan Béarnais Orthez  | 6  | 5 | 1 | 571 | 487 |
| 3. CB Clesa Ferrol       | 6  | 1 | 5 | 536 | 565 |
| 4. BC Renault Gent       | 6  | 1 | 5 | 473 | 628 |

### Gruppe D
| Team                         | Sp | S | N | P+  | P-  |
| ---------------------------- | -- | - | - | --- | --- |
| 1. Aris Thessaloniki         | 6  | 4 | 2 | 582 | 538 |
| 2. Libertas Liburnia Livorno | 6  | 4 | 2 | 563 | 544 |
| 3. Alcalá de Henares         | 6  | 3 | 3 | 543 | 551 |
| 4. SC Moderne Le Mans        | 6  | 1 | 5 | 544 | 599 |

## Halbfinale
|                   | Gesamt  |                               | Hinspiel | Rückspiel |
| ----------------- | ------- | ----------------------------- | -------- | --------- |
| Simac Milano      | 209:185 | KK Roter Stern Belgrad        | 109:86   | 100:99    |
| Aris Thessaloniki | 151:172 | Ciaocrem Pallacanestro Varese | 80:77    | 71:95     |

## Finale
Das Endspiel fand in Brüssel statt.
|              | Ergebnis |                               |
| ------------ | -------- | ----------------------------- |
| Simac Milano | 91:78    | Ciaocrem Pallacanestro Varese |

- Final-Topscorer:  Russ Schoene (Simac Milano): 33 Punkte